# Nothomiza xanthocolona
Nothomiza xanthocolona là một loài bướm đêm trong họ Geometridae.